# دوري الرابطة الوطنية لفئة التطوير
دوري الرابطة الوطنية لفئة التطوير (بالإنجليزية: NBA Development League)‏ ويختصر كـ NBA D-League، هو دوري كرة سلة مصغر للرابطة الوطنية لكرة السلة في الولايات المتحدة. انطلق في سنة 2001 بثمانية فرق، ثم في 2005 أعلن رئيس الرابطة الوطنية لكرة السلة ديفيد ستيرن عن زيادة عدد الفرق إلى خمسة عشر.

## وصلات خارجية
- الموقع الرسمي